# Gilbert de Pommereul
Pour les autres membres de la famille, voir Famille de Pommereul.
Gilbert Anne Francois Zéphirin de Pommereul (Fougères, 14 mai 1774 – Saint-Germain-en-Coglès, 29 août 1860) est un général d'Empire, titre français.

## Biographie
Né à Fougères, en France, le 14 mai 1774, il est fils de François René Jean de Pommereul, général d'artillerie puis préfet. Il est mort le 29 août 1860 en son château de Marigny à Saint-Germain-en-Coglès, Ille-et-Vilaine.
Il fut l’hôte de Balzac. Il demeura toujours son ami. L'écrivain est venu à Fougères chez Gilbert de Pommereul à l’automne 1828 pour y puiser l'inspiration et une précieuse documentation destinées à son roman Les Chouans.